# Église Notre-Dame d'Alban
L'église Notre-Dame d'Alban est une église paroissiale situé à Alban, dans le Tarn, en région Occitanie.
Elle est inscrite au titre des monuments historiques par arrêté du 20 avril 2001.

## Description

### Origine
L'église Notre-Dame est mentionnée pour la première fois en 1671. Le 12 septembre 1699, Jean Pujol, fils du lieutenant de Paulin, Antoine Pujol de Latapie, y est baptisé. Le 15 juin 1751, Dominique-Cécile Cadalen y est baptisé, avec pour parrain l'archevêque Dominique de La Rochefoucald. On connaît le nom de plusieurs curés, entre 1671 et 1768, néanmoins sans les dates précises : Amiel, Jean Alary, Bories, Solier, Pierre Routolp, et Alriey.

### L'église actuelle
Elle est reconstruite au XIXe siècle, et restaurée entre 1938 et 1972, avec une grande participation de Bruno Schmeltz. C'est le célèbre peintre Nicolas Greschny qui réalise les fresques de l'intérieur de l'église. Les vitraux sont l’œuvre de Louis Balmet. Bruno Schmeltz a réalisé la grande claustra illustrant « l'assaut de la lumière vers la croix du Christ ».

L'église Notre-Dame possède aussi une croix romane classée et une Vierge en bois doré du XVe siècle.

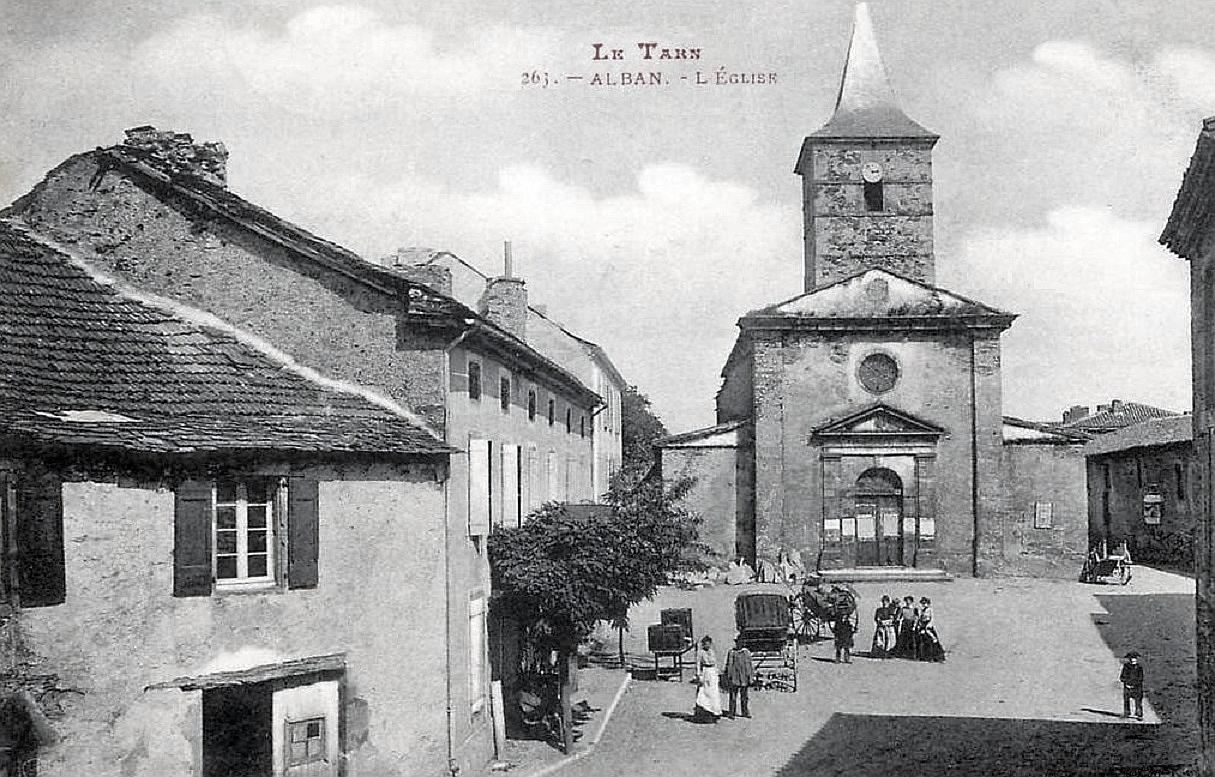
L'église vers 1910